# Nord Stream 2
Il Nord Stream 2 è un gasdotto non attivo, realizzato per trasportare il gas proveniente dalla Russia in Europa occidentale, attraverso il Mar Baltico. Il gasdotto è di proprietà della Germania e della società statale russa del gas, Gazprom.
Nel settembre 2022 il gasdotto è stato sabotato con delle cariche esplosive. Nel 2024 le autorità tedesche hanno identificato un gruppo di sabotatori ucraini che sarebbero responsabili dell'attacco e hanno emesso un mandato di arresto nei confronti di un cittadino ucraino che dalla Polonia si è rifugiato in Ucraina.

## Storia
Nel 2011, Nord Stream AG ha avviato la valutazione di un progetto di espansione costituito da due linee aggiuntive (in seguito denominate Nord Stream 2) per raddoppiare la capacità annua fino a 110 miliardi di metri cubi. Nell'agosto 2012, Nord Stream AG ha presentato domanda ai governi finlandese ed estone per studi di rotta nelle loro zone economiche esclusive sottomarine per la terza e la quarta linea.
È stato preso in considerazione un piano per instradare un gasdotto aggiuntivo nel Regno Unito, ma è stato abbandonato.
Nel gennaio 2015 Gazprom ha annunciato che il progetto di espansione era stato sospeso poiché le linee esistenti funzionavano solo a metà della capacità, a causa delle sanzioni dell'UE nei confronti della Russia, in seguito all'annessione della Crimea.
Nel giugno 2015 è stato firmato un accordo per costruire il Nord Stream 2 tra Gazprom, Royal Dutch Shell, E.ON, OMV ed Engie. Poiché la creazione di una joint venture è stata bloccata dalla Polonia, il 24 aprile 2017 Uniper, Wintershall (compagnia petrolifera tedesca), Engie, OMV (compagnia petrolifera austriaca) e Royal Dutch Shell hanno firmato un accordo di finanziamento con Nord Stream 2 AG, con sede a Zug, Svizzera, una filiale di Gazprom responsabile dello sviluppo del progetto Nord Stream 2. Nord Stream 2 è formata da persone assunte a prevalentemente a progetto e con una profonda esperienza nel mercato degli idrocarburi.
Il 31 gennaio 2018 la Germania ha concesso al Nord Stream 2 un permesso per la costruzione e l'esercizio nelle acque tedesche e per le aree di approdo vicino a Lubmin. Nel maggio 2018 è iniziata la costruzione del punto finale di Greifswald.
Nel gennaio 2019, l'ambasciatore degli Stati Uniti in Germania, Richard Grenell, ha inviato lettere alle società coinvolte nella costruzione del Nord Stream 2 esortandole a smettere di lavorare al progetto e minacciandole di sanzioni.
Nel dicembre 2019, i senatori repubblicani Ted Cruz e Ron Johnson hanno anche esortato il proprietario di Allseas Edward Heerema a sospendere i lavori sul gasdotto, avvertendolo che altrimenti gli Stati Uniti avrebbero imposto sanzioni. Cruz ha proposto formalmente un disegno di legge del genere per consentire sanzioni l'8 novembre 2021.
Il 21 dicembre 2019, Allseas ha annunciato che la società aveva sospeso le sue attività di posa di tubazioni del Nord Stream 2, anticipando l'emanazione del National Defense Authorization Act for Fiscal Year 2020 degli Stati Uniti contenente sanzioni.
Nel maggio 2020, l'autorità di regolamentazione tedesca dell'energia ha rifiutato un'eccezione alle regole di concorrenza che richiedono al Nord Stream 2 di separare la proprietà del gas dalla trasmissione.
Nell'agosto 2020, la Polonia ha inflitto a Gazprom una multa di 50 milioni di euro a causa della mancanza di collaborazione di quest'ultima con un'indagine avviata da UOKiK, l'organismo di vigilanza antimonopolio polacco. UOKiK ha citato regole di concorrenza contro Gazprom e le società che stanno finanziando il progetto, sospettando che abbiano continuato a lavorare all'gasdotto senza il permesso del governo polacco.
Nel dicembre 2020, la nave posatubi russa Akademik Cherskiy ha continuato la posa di tubi. A gennaio, Fortuna, un altro posatubi, ha unito le forze con l'Akademik Cherskiy per completare il gasdotto. Il 4 giugno 2021 il presidente Putin ha annunciato che la posa delle tubazioni per la prima linea del Nord Stream 2 è stata interamente completata. Il 10 giugno sono state collegate le sezioni del gasdotto. La posa della seconda linea è stata completata nel settembre 2021.
Nel giugno 2021, il segretario di Stato americano Antony Blinken ha affermato che il completamento di Nord Stream 2 era inevitabile. Nel luglio 2021, gli Stati Uniti hanno esortato l'Ucraina a non criticare un prossimo accordo con la Germania sull'gasdotto.
Il 20 luglio, Joe Biden e Angela Merkel hanno raggiunto un accordo conclusivo secondo cui gli Stati Uniti potrebbero attivare sanzioni se la Russia utilizzerà il Nord Stream come "arma politica". L'accordo mira a impedire che Polonia e Ucraina vengano tagliate fuori dalle forniture di gas russe. L'Ucraina riceverà un prestito di 50 milioni di dollari per la tecnologia verde fino al 2024 e la Germania istituirà un fondo da un miliardo di dollari per promuovere la transizione dell'Ucraina all'energia verde per compensare la perdita delle tasse di transito del gas. Il contratto per il transito del gas russo attraverso l'Ucraina sarà prorogato fino al 2034, se il governo russo sarà d'accordo.
Nel settembre 2021 l'ente responsabile della costruzione, ha comunicato l'avvenuto completamento della linea Nord Stream 2, col passaggio allo stato operativo entro il dicembre 2021.Il gasdotto sarebbe in grado di garantire un approvvigionamento di gas alla Germania tale da soddisfare buona parte del suo fabbisogno.
Il 16 novembre 2021, i prezzi del gas naturale in Europa sono aumentati del 17% dopo che l'autorità di regolamentazione dell'energia tedesca ha sospeso l'approvazione del Nord Stream 2.
Il 9 dicembre 2021, il primo ministro polacco, Mateusz Morawiecki, ha invitato il neo-cancelliere tedesco Olaf Scholz a opporsi all'avvio del Nord Stream 2 e a non cedere alle pressioni della Russia. In visita a Roma, Morawiecki ha dichiarato: "Chiederò al Cancelliere Scholz di non cedere alle pressioni della Russia e di non permettere che il Nord Stream 2 sia usato come strumento di ricatto contro l'Ucraina, uno strumento di ricatto contro la Polonia, uno strumento di ricatto contro l'Unione Europea.
L'8 Febbraio 2022 Biden, durante una conferenza a Washington con il cancelliere tedesco Scholz, dichiara: "Se la Russia invade l'Ucraina, e intendo con carri armati o truppe che attraversano il confine, allora non ci sarà più il gasdotto Nord Stream 2, vi porremo fine". Una giornalista presente in sala domanda: "Ma come lo farete esattamente, dal momento che il progetto è sotto controllo della Germania?" Biden, alla domanda risponde: "Ve lo prometto, saremo in grado di farlo".
Il 22 febbraio 2022 l'interruzione del progetto del gasdotto è una delle sanzioni annunciate dal cancelliere tedesco Olaf Scholz nei confronti della Federazione Russa, in seguito all'inasprirsi della crisi russo-ucraina del 2021-2022 e al riconoscimento da parte del Cremlino delle repubbliche separatiste del Donbass, Doneck e Lugansk. Il 1º marzo 2022 la società Nord Stream 2 AG ha dichiarato bancarotta a seguito delle sanzioni imposte sulle società russe a causa della guerra in Ucraina e ha annunciato il licenziamento di tutti i suoi dipendenti.

## Aspetti politici
Nel gennaio 2018, l’allora Segretario di Stato degli Stati Uniti Rex Tillerson ha dichiarato che gli Stati Uniti e la Polonia si sono opposti al gasdotto Nord Stream 2, ritenendolo una minaccia per la sicurezza e la stabilità energetica dell'Europa. Al gasdotto Nord Stream 2 si sono opposti anche l'ex presidente ucraino Petro Poroshenko, il primo ministro polacco Mateusz Morawiecki, l'ex presidente degli Stati Uniti Donald Trump, il presidente del Consiglio europeo Donald Tusk e il ministro degli esteri britannico Boris Johnson.
Tusk ha affermato che Nord Stream 2 non è nell'interesse dell'UE.
L'ex primo ministro italiano Matteo Renzi e il primo ministro ungherese Viktor Orbán hanno messo in dubbio il diverso trattamento dei progetti Nord Stream 2 e South Stream.
Alcuni sostengono che il progetto sia in contrasto con la strategia dichiarata a lungo termine dell'UE di diversificare le sue forniture di gas.
Una lettera, firmata dai leader di nove paesi dell'UE, è stata inviata alla CE nel marzo 2016, avvertendo che il progetto Nord Stream 2 contraddice i requisiti della politica energetica europea secondo cui i fornitori dell'UE non dovrebbero controllare gli asset di trasmissione dell'energia e che l'accesso all'infrastruttura energetica deve essere garantita per le società non consorziate.
Anche una lettera dei legislatori americani John McCain e Marco Rubio all'UE ha criticato il progetto nel luglio 2016.
Un'indagine antitrust contro Gazprom avviata nel 2011 ha attribuito una serie di "pratiche abusive" che la società avrebbe applicato contro vari destinatari nell'UE e Nord Stream 2 è stato criticato da questo punto di vista in quanto rafforzava ulteriormente la posizione di Gazprom nell'UE. Funzionari della Commissione europea hanno espresso il parere che "Nord Stream 2 non migliora la sicurezza energetica dell'UE".
La divisione di ricerca sugli investimenti di Sberbank nel 2018 ha espresso preoccupazioni dal punto di vista delle parti interessate russe, in particolare che gli obiettivi del progetto sarebbero esclusivamente politici e legati alla corruzione:
(Sberbank CIB, Petrolio e gas russo - Tickling Giants, 2018)
Nel febbraio 2022, nel corso di una visita di Scholz a Washington, Biden ha affermato che il nord stream 2 andava bloccato nel caso in cui la Russia avesse invaso l’Ucraina. Nel corso di un’audizione al senato americano Victoria Nuland ha affermato: «[…] penso che l'amministrazione sia molto soddisfatta di sapere che il Nord Stream 2 sia ora "un pezzo di metallo in fondo al mare"»

## Sabotaggio

Mappa dei punti delle esplosioni dei gasdotti Nord Stream il 26 settembre 2022

Nel settembre 2022 le due condotte del Nord Stream e Nord Stream 2 sono state danneggiate con dell'esplosivo, rilasciando nell'aria 150 mila tonnellate di gas metano, con gravi danni ambientali essendo questo un potente gas serra.
La Russia ha chiesto un'indagine internazionale al Consiglio di sicurezza dell'ONU la quale è stata respinta. Svezia e Danimarca hanno avviato le indagini sul sabotaggio ma sono state chiuse nel febbraio 2024 senza identificare i responsabili, mentre la Germania continua a indagare.
Nell'agosto 2024 i media hanno riferito che a giugno le autorità tedesche hanno emesso un mandato di arresto europeo per un cittadino ucraino sospettato di aver utilizzato lo yacht Andromeda insieme ad altri due per sabotare i gasdotti. Il sospettato è fuggito in Ucraina dal territorio polacco a bordo di un'auto di proprietà dell'ambasciata ucraina in Polonia